# Ječmišta
Ječmišta (cyr. Јечмишта) – wieś w Bośni i Hercegowinie, w Republice Serbskiej, w gminie Foča. W 2013 roku liczyła 45 mieszkańców.